# 第61屆柏林影展
第61屆柏林影展（德語：61. Internationale Filmfestspiele Berlin），於2011年2月10日至2月20日在德國柏林舉辦，開幕片為美國導演柯恩兄弟執導的《真實的勇氣》，評審團主席則由義大利女演員伊莎貝拉·羅塞里尼擔任。

## 評審團
- 伊莎貝拉·羅塞里尼：演員。（評審團主席）
- 簡·雀普曼（英语：Jan Chapman）：製片。
- 妮娜·霍斯：演員。
- 阿米爾·罕：演員、導演。
- 蓋伊·馬汀（英语：Guy Maddin）：導演、編劇、攝影師。
- 珊蒂·波威爾（英语：Sandy Powell (costume designer)）：服裝設計師。
- 賈法爾·帕納希：導演。（被伊朗政府監禁當中，影展在評審團空出一個位置給他以表達對他的支持）

## 正式單元

### 競賽單元
| 片名                         | 原文片名                   | 導演            | 出品國                      |
| ---------------------------- | -------------------------- | --------------- | --------------------------- |
| 《那一年，我們不能追的女孩》 | Bizim Büyük Çaresizliğimiz | 薩飛·托曼       | 土耳其、 德国、 荷蘭        |
| 《王者逆襲》                 | Coriolanus                 | 雷夫·范恩斯     | 英国                        |
| 《枕邊故事》                 | Les Contes de la nuit      | 米歇爾·歐斯洛   | 法國                        |
| 《血腥的寬恕》               | Falja e Gjakut             | 喬舒亞·馬斯頓   | 阿尔巴尼亚、 美国           |
| 《戀愛離線中》               | The Future                 | 米蘭達·裘麗     | 德国、 美国                 |
| 《分居風暴》                 | جدایی نادر از سیمین        | 阿斯哈·法哈蒂   | 伊朗                        |
| 《口紅》                     | אודם‎                       | 強納森·薩構     | 以色列、 英国               |
| 《黑心交易員的告白》         | Margin Call                | J·C·陳多爾      | 美国                        |
| 《神秘世界》                 | Un mundo misterioso        | 羅德里戈·莫雷諾 | 阿根廷、 德国、 乌拉圭      |
| 《第一名的煩惱》             | El premio                  | 寶拉·瑪可維琪   | 墨西哥、 法國、 波蘭、 德国 |
| 《愛，不愛》                 | 사랑한다, 사랑하지 않는다  | 李潤基          |                             |
| 《嗜睡病》                   | Schlafkrankheit            | 烏利胥·柯雷     | 德国、 法國、 荷蘭          |
| 《都靈之馬》                 | A torinói ló               | 塔爾·貝拉       | 匈牙利、 法國、 德国、 瑞士 |
| 《車諾比婚禮派對》           | В субботу                  | 亞歷山大·明達澤 | 俄羅斯、 德国、 乌克兰      |
| 《捨愛其誰》                 | Wer wenn nicht wir         | 安德烈斯·凡伊爾 | 德国                        |
| 《怒吼青春》                 | Yelling to the Sky         | 維多利亞·瑪哈尼 | 美国                        |

## 得獎名單
- 金熊獎：《分居風暴》 - 阿斯哈·法哈蒂
- 評審團大獎銀熊獎：《都靈之馬（英语：The Turin Horse）》 - 塔爾·貝拉
- 最佳導演銀熊獎：烏利胥·柯雷 - 《昏睡病（德语：Schlafkrankheit (Film)）》
- 最佳女演員銀熊獎：薩瑞·巴亞特、莎莉娜·法哈蒂、蕾拉·哈塔米、奇米亞·侯賽尼 - 《分居風暴》
- 最佳男演員銀熊獎：佩曼·莫阿迪（英语：Peyman Moaadi）、沙哈布·侯賽尼、阿里-阿斯加爾·西哈巴茲、巴巴克·卡里米（英语：Babak Karimi） - 《分居風暴》
- 最佳劇本銀熊獎：喬舒亞·馬斯頓（英语：Joshua Marston）、安達米安·穆拉泰（英语：Andamion Murataj） - 《血腥的寬恕（英语：The Forgiveness of Blood）》
- 亞佛雷德鮑爾獎：《捨愛其誰（德语：Wer wenn nicht wir）》 - 安德烈斯·凡伊爾（德语：Andres Veiel）
- 傑出藝術貢獻銀熊獎：芭芭拉·恩里奎茲（葡萄牙語：Barbara Enriquez）（製作設計）、沃伊切赫·斯塔龍（法语：Wojciech Staron）（攝影） - 《第一名的煩惱（英语：El premio (película)）》

### 費比西獎
- 正式競賽單元：《都靈之馬（英语：The Turin Horse）》 - 塔爾·貝拉
- 電影大觀：《頂樓左邊那棟房子（法语：Dernier étage, gauche, gauche）》 -  安吉羅·席安西（法语：Angelo Cianci）